# Colocleora divisaria
Colocleora divisaria là một loài bướm đêm trong họ Geometridae.